# تراوند
تَراوند وندی گسسته که در ریشهٔ واژه درج می‌شود. تراوند با پیشوند، پسوند و میانوندها متفاوت است و ترکیبی از آنها شمرده نمی‌شود. بخش‌های یک تراوند به‌تنهایی بی‌معنی‌اند. یک نمونه از تراوند در زبان عربی:
| Arabic transliteration | Translation |
| ---------------------- | ----------- |
| kataba                 | کَتَبَ         |
| katb                   | کَتب         |
| kutub                  | کُتُب         |
| kitāb                  | کِتاب        |
| kitba                  | کِتبَة        |
| kitāba                 | کِتابَة       |
| takātub                | تَکاتُب       |
| mukātib                | مُکاتِب       |